# 4642 Murchie
A 4642 Murchie (ideiglenes jelöléssel 1990 QG4) a Naprendszer kisbolygóövében található aszteroida. Henry Holt fedezte fel 1990. augusztus 23-án.